# Wisznice-Kolonia
Wisznice-Kolonia – wieś w Polsce położona w województwie lubelskim, w powiecie bialskim, w gminie Wisznice.
| SIMC    | Nazwa       | Rodzaj    |
| ------- | ----------- | --------- |
| 0022036 | Horyce      | część wsi |
| 0022042 | Piszczanica | część wsi |
| 0022071 | Za Szosą    | część wsi |
| 0022094 | Zacisze     | kolonia   |

W latach 1975–1998 miejscowość administracyjnie należała do województwa bialskopodlaskiego. 
Wieś jest sołectwem w gminie Wisznice. Według Narodowego Spisu Powszechnego z roku 2011 wieś liczyła 294 mieszkańców i była szóstą co do wielkości miejscowością gminy.
Wierni Kościoła rzymskokatolickiego należą do parafii Przemienienia Pańskiego w Wisznicach.